# Sámal Joensen-Mikines
Sámal Joensen-Mikines (Mykines, 1906. február 23. – Koppenhága, 1979. szeptember 21.) az egyik legjelentősebb feröeri festő. A Mikines nevet szülőhelye, Mykines (régi helyesírással Mikines) szigete után vette fel. Egész életében szorosan kötődött szülőhelyének népéhez és kemény természeti adottságaihoz.

## Pályafutása

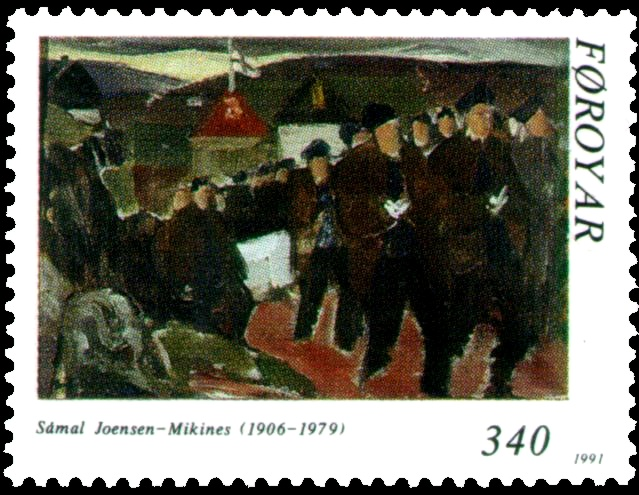
Temetési menet, 1951

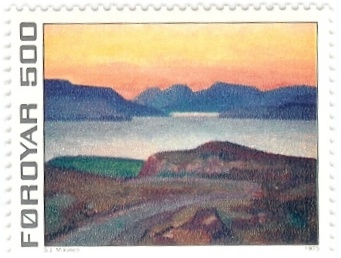
Hvítanes és a Skálafjørður

1928-1932-ig a Koppenhágai Művészeti Akadémián tanult. Ő az első professzionális feröeri művész, és „a feröeri művészet atyjának” is nevezik. Tanulmányainak befejezése után visszatért Feröerre, majd felváltva Tórshavnban, Mykinesen és Koppenhágában élt. Minden nyáron meglátogatta szülőszigetét, ahol inspirációt keresett. Az egyetlen kivétel egy dán tájképsorozat Bornholmról és Bovbjergről, amelyeket valamikor az 1960-as években festett.
Festményeit erőteljes skandináv expresszionizmus jellemzi. 1930-1940 között az emberi szenvedés került művészetének gyújtópontjába. Az érzékeny alkotó a halált legfájdalmasabb formáiban tapasztalta meg: apja és három testvére is tüdőbajban halt meg, de hajótörések és más tragédiák is számos fiatal áldozatot követeltek – többek között barátaiét és rokonaiét. Sötét tónusú, monumentális kompozíciói a halotti ágy és a koporsó körül, vagy a temetés után összegyűlő gyászolókat ábrázolják. Ebből az időszakból származik egy sor portré is, amelyeket a falujában élő emberekről készített – ezek kétségkívül legeredetibb és legjelentősebb művei közé sorolhatók.
1937-es külföldi körutazása nagy jelentőséggel bírt művészi fejlődésére. Útjának állomásai Bergen, Oslo, Stockholm, Koppenhága, Hága, Amszterdam és Párizs voltak. Az úton szerzett benyomásai felszabadító erővel hatottak színvilágára és temperamentumára.
A második világháború után stílusában változás következett: a színek megerősödtek az expresszionizmus rovására. Ebből az időszakból számos tájképe származik, főként Mykines szigetéről.
Az 1950-es években visszatért fiatalkori témájához, a szenvedéshez. Számos jelentős festményt alkotott ebben az időszakban, amelyek az 1930-as évek expresszionizmusának és a háború utáni kolorizmusnak a szintézisét mutatják.

## Művei
Műveinek egy átfogó gyűjteménye található a tórshavni Listasavn Føroya falai között.